# Exequiel Palacios
Exequiel Alejandro Palacios (Famaillá, 1998. október 5. –) argentin válogatott labdarúgó,aki jelenleg a német Bayer Leverkusen játékosa.

## Pályafutása

### Klubcsapatokban
2015. november 8-án mutatkozott be a Newell’s Old Boys elleni bajnoki mérkőzésen a River Plate csapatában. 2018. április 9-én megszerezte első gólját a Racing Club ellen idegenben 2–0-ra megnyert találkozón.

### A válogatottban
Részt vett a 2015-ös Dél-amerikai U17-es labdarúgó-bajnokságon és a második helyen végeztek. A 2015-ös U17-es labdarúgó-világbajnokságon, ahol a C csoport utolsó helyén végeztek. A 2017-es U20-as labdarúgó-világbajnokságon harmadik helyen fejezték be az A csoportot. 2018. szeptember 8-án Guatemala ellen debütált a felnőtt válogatottban.

## Statisztika
2021. május 8-i állapotnak megfelelően.
| Klub             | Szezon           | Bajnokság | Bajnokság | Kupa  | Kupa  | Nemzetközi | Nemzetközi | Egyéb | Egyéb | Összesen | Összesen |
| Klub             | Szezon           | Mérk.     | Gólok     | Mérk. | Gólok | Mérk.      | Gólok      | Mérk. | Gólok | Mérk.    | Gólok    |
| ---------------- | ---------------- | --------- | --------- | ----- | ----- | ---------- | ---------- | ----- | ----- | -------- | -------- |
| River Plate      | 2015             | 1         | 0         | –     | –     | –          | –          | –     | –     | 1        | 0        |
| River Plate      | 2016             | 1         | 0         | –     | –     | –          | –          | –     | –     | 1        | 0        |
| River Plate      | 2016–17          | 8         | 0         | 1     | 1     | 1          | 0          | –     | –     | 10       | 1        |
| River Plate      | 2017–18          | 9         | 2         | 3     | 0     | 3          | 0          | –     | –     | 15       | 2        |
| River Plate      | 2018–19          | 14        | 1         | 9     | 2     | 13         | 1          | 4     | 0     | 40       | 4        |
| River Plate      | 2019–20          | 15        | 1         | 6     | 2     | 4          | 0          | –     | –     | 25       | 3        |
| Összesen         | Összesen         | 48        | 4         | 19    | 5     | 21         | 1          | 4     | 0     | 92       | 10       |
| Bayer Leverkusen | 2019–20          | 3         | 0         | 2     | 0     | 2          | 0          | —     | —     | 7        | 0        |
| Bayer Leverkusen | 2020–21          | 9         | 0         | 2     | 0     | 2          | 0          | —     | —     | 13       | 0        |
| Összesen         | Összesen         | 12        | 0         | 4     | 0     | 4          | 0          | —     | —     | 20       | 0        |
| Karrier összesen | Karrier összesen | 60        | 4         | 23    | 5     | 25         | 1          | 4     | 0     | 112      | 10       |

## Sikerei, díjai

### Klub
- River Plate
  - Argentin kupa: 2016–17, 2018–19
  - Argentin szuperkupa: 2017
- Bayer 04 Leverkusen
  - Német bajnok: 2023–24
  - Német kupa: 2023–24

### Válogatott
- Argentína
  - Világbajnokság: 2022
  - Copa América: 2021